# Yinlong
Yinlong é um gênero de basal dinossauro ceratopsiano do Período Jurássico, que existiu na Ásia Central. Foi um pequeno bípede herbívoro, com cerca de 3 metros de comprimento. É um dos dinossaros ceratopsianos mais primitivos que se conhece. Este pequeno dinossauro foi descoberto  em rochas do Jurássico superior da China.
A descoberta deste dinossauro primitivo foi muito importante pois permitiu aos investigadores conhecer as primeiras etapas da evolução do clado Ceratopsia e compreender a sua relação de parentesco em relação a outros grupos de dinossauros em Marginocephalia.

## Descoberta
Uma coalizão de paleontólogos americanos e chineses, incluindo Xu Xing, Catherine Forster, Jim Clark e Mo Jinyou, descreveu e nomeou Yinlong em 2006. O nome genérico é derivado das palavras em mandarim 隱 (yǐn: "escondido") e 龍 ( lóng: "dragão"), uma referência ao filme O Tigre e o Dragão, grande parte do qual foi filmado na província chinesa ocidental de Xinjiang, perto da localidade onde os restos fósseis deste animal foram descobertos. Long é a palavra mais usada na mídia chinesa quando se refere a dinossauros. O descritor espécifico refere-se ao nome do paleontólogo de vertebrados americano William Randall Downs III, um participante frequente em expedições paleontológicas à China, que morreu no ano anterior à descoberta de Yinlong.
O material fóssil conhecido de Yinlong consiste em muitos esqueletos e crânios. O primeiro espécime descoberto foi um único esqueleto excepcionalmente bem preservado, completo com crânio, de um animal quase adulto, encontrado em 2004 nos estratos do Jurássico Médio-Final da Formação Shishugou, localizada na província de Xinjiang, na China. Yinlong foi descoberto em uma seção superior desta formação que data do estágio Oxfordiano do Jurássico Superior, ou 161,2 a 155,7 milhões de anos atrás.

## Descrição

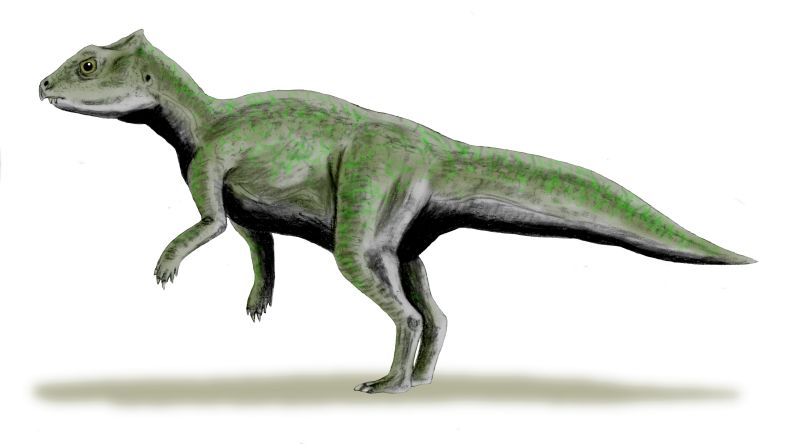
Representação artística do Y. downsi

Yinlong era um dinossauro relativamente pequeno, com um comprimento total de cerca de 1,2 metros do nariz à cauda e um peso de cerca de 15 kg.
Apesar de um crânio praticamente sem babados e totalmente sem chifres, Yinlong é um ceratopsiano. Seu crânio é profundo e largo e relativamente grande em comparação com a maioria dos ornitísquios, mas também proporcionalmente menor do que a maioria dos outros ceratopsianos.

## Classificação
Um pequeno osso rostral na extremidade do maxilar superior identifica claramente Yinlong como um ceratopsiano, embora o crânio apresente várias características, especialmente a ornamentação do osso escamoso do teto do crânio, que anteriormente se pensava ser exclusivo dos paquicefalossauros. A presença dessas características em Yinlong indica que elas são sinapomorfias reais (características únicas) do grupo maior Marginocephalia, que contém tanto os paquicefalossauros quanto os ceratopsianos, embora essas características tenham sido perdidas em todos os ceratopsianos conhecidos mais derivados do que Yinlong. A adição desses traços fortalece ainda mais o suporte para Marginocephalia. Yinlong também preserva características do crânio que lembram a família Heterodontosauridae, fornecendo suporte para a hipótese de que os heterodontossaurídeos estão intimamente relacionados aos marginocefálos. O grupo contendo Marginocephalia e Heterodontosauridae foi nomeado Heterodontosauriformes. No entanto, essa hipótese não foi apoiada por uma análise subsequente de ornitísquios basais que foi realizada como parte de um estudo sobre a anatomia pós-craniana de Yinlong, que resolveu a filogenia abaixo da Ceratopsia.
|  | Psittacosaurus lujiatunensis |
|  |                              |
|  | Psittacosaurus mongoliensis  |
|  |                              |

|  | Stenopelix valdensis |
|  |                      |
|  | Yinlong downsi       |
|  |                      |

|  | Chaoyangsaurus youngi                                                                  |
|  |                                                                                        |

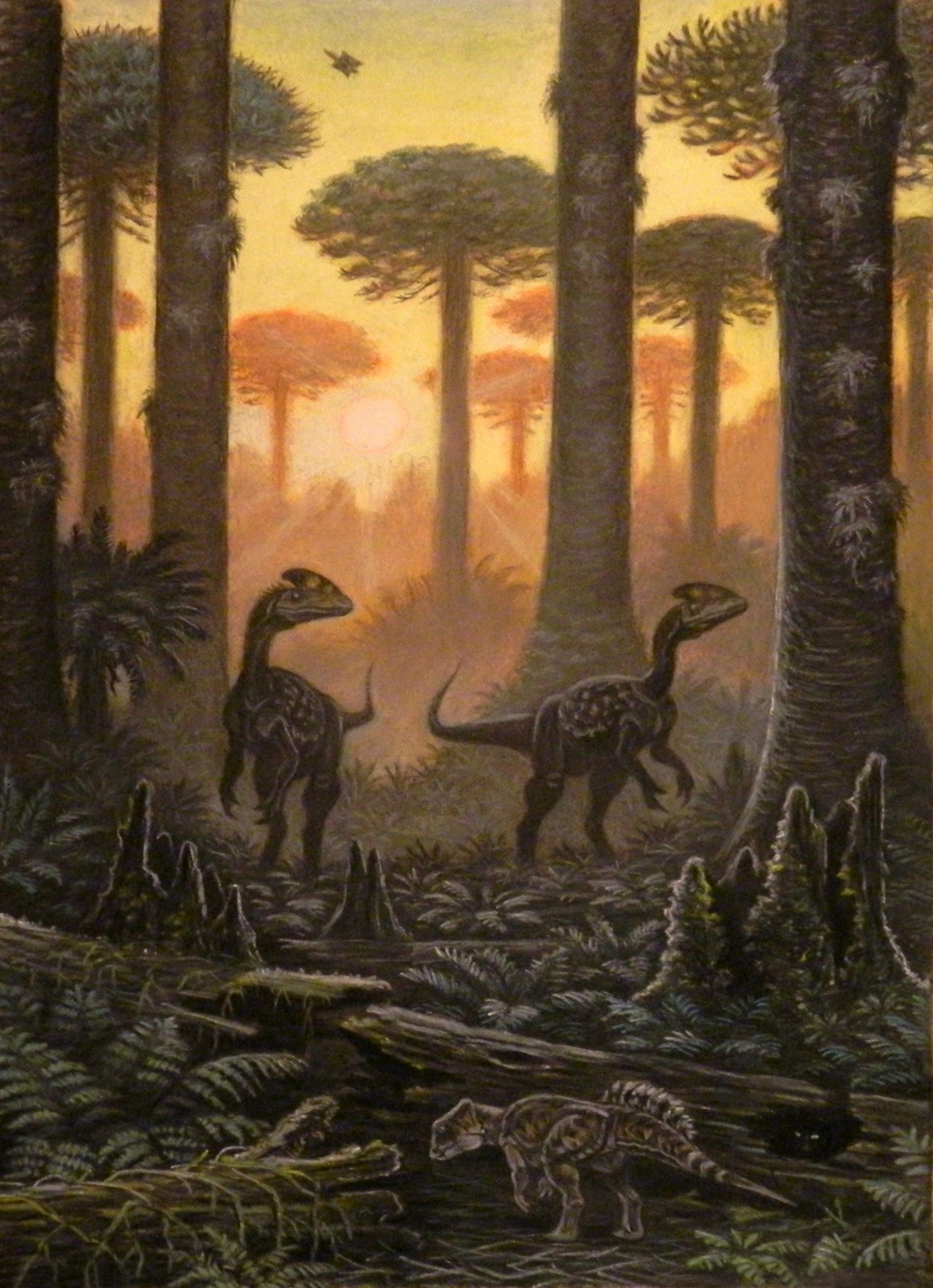
Restauração de Yinlong escondido de dois Guanlong

|  | \| \| Xuanhuaceratops niei \| \| \| \| \| \| Hualianceratops wucaiwanensis \| \| \| \| |
|  |                                                                                        |
|  | Xuanhuaceratops niei                                                                   |
|  |                                                                                        |
|  | Hualianceratops wucaiwanensis                                                          |
|  |                                                                                        |

|  | Xuanhuaceratops niei          |
|  |                               |
|  | Hualianceratops wucaiwanensis |
|  |                               |

|  | Stenopelix valdensis |
|  |                      |
|  | Yinlong downsi       |
|  |                      |

|  | Chaoyangsaurus youngi                                                                  |
|  |                                                                                        |
|  | \| \| Xuanhuaceratops niei \| \| \| \| \| \| Hualianceratops wucaiwanensis \| \| \| \| |
|  |                                                                                        |
|  | Xuanhuaceratops niei                                                                   |
|  |                                                                                        |
|  | Hualianceratops wucaiwanensis                                                          |
|  |                                                                                        |

|  | Xuanhuaceratops niei          |
|  |                               |
|  | Hualianceratops wucaiwanensis |
|  |                               |

|  | Leptoceratops gracilis                                                                  |
|  |                                                                                         |
|  | \| \| Bagaceratops rozhdestvenskyi \| \| \| \| \| \| Protoceratops andrewsi \| \| \| \| |
|  |                                                                                         |
|  | Bagaceratops rozhdestvenskyi                                                            |
|  |                                                                                         |
|  | Protoceratops andrewsi                                                                  |
|  |                                                                                         |

|  | Bagaceratops rozhdestvenskyi |
|  |                              |
|  | Protoceratops andrewsi       |
|  |                              |

|  | Leptoceratops gracilis                                                                  |
|  |                                                                                         |
|  | \| \| Bagaceratops rozhdestvenskyi \| \| \| \| \| \| Protoceratops andrewsi \| \| \| \| |
|  |                                                                                         |
|  | Bagaceratops rozhdestvenskyi                                                            |
|  |                                                                                         |
|  | Protoceratops andrewsi                                                                  |
|  |                                                                                         |

|  | Bagaceratops rozhdestvenskyi |
|  |                              |
|  | Protoceratops andrewsi       |
|  |                              |

|  | Leptoceratops gracilis                                                                  |
|  |                                                                                         |
|  | \| \| Bagaceratops rozhdestvenskyi \| \| \| \| \| \| Protoceratops andrewsi \| \| \| \| |
|  |                                                                                         |
|  | Bagaceratops rozhdestvenskyi                                                            |
|  |                                                                                         |
|  | Protoceratops andrewsi                                                                  |
|  |                                                                                         |

|  | Bagaceratops rozhdestvenskyi |
|  |                              |
|  | Protoceratops andrewsi       |
|  |                              |

|  | Leptoceratops gracilis                                                                  |
|  |                                                                                         |
|  | \| \| Bagaceratops rozhdestvenskyi \| \| \| \| \| \| Protoceratops andrewsi \| \| \| \| |
|  |                                                                                         |
|  | Bagaceratops rozhdestvenskyi                                                            |
|  |                                                                                         |
|  | Protoceratops andrewsi                                                                  |
|  |                                                                                         |

|  | Bagaceratops rozhdestvenskyi |
|  |                              |
|  | Protoceratops andrewsi       |
|  |                              |

|  | Leptoceratops gracilis                                                                  |
|  |                                                                                         |
|  | \| \| Bagaceratops rozhdestvenskyi \| \| \| \| \| \| Protoceratops andrewsi \| \| \| \| |
|  |                                                                                         |
|  | Bagaceratops rozhdestvenskyi                                                            |
|  |                                                                                         |
|  | Protoceratops andrewsi                                                                  |
|  |                                                                                         |

|  | Bagaceratops rozhdestvenskyi |
|  |                              |
|  | Protoceratops andrewsi       |
|  |                              |

|  | Leptoceratops gracilis                                                                  |
|  |                                                                                         |
|  | \| \| Bagaceratops rozhdestvenskyi \| \| \| \| \| \| Protoceratops andrewsi \| \| \| \| |
|  |                                                                                         |
|  | Bagaceratops rozhdestvenskyi                                                            |
|  |                                                                                         |
|  | Protoceratops andrewsi                                                                  |
|  |                                                                                         |

|  | Bagaceratops rozhdestvenskyi |
|  |                              |
|  | Protoceratops andrewsi       |
|  |                              |

|  | Leptoceratops gracilis                                                                  |
|  |                                                                                         |
|  | \| \| Bagaceratops rozhdestvenskyi \| \| \| \| \| \| Protoceratops andrewsi \| \| \| \| |
|  |                                                                                         |
|  | Bagaceratops rozhdestvenskyi                                                            |
|  |                                                                                         |
|  | Protoceratops andrewsi                                                                  |
|  |                                                                                         |

|  | Bagaceratops rozhdestvenskyi |
|  |                              |
|  | Protoceratops andrewsi       |
|  |                              |

|  | Leptoceratops gracilis                                                                  |
|  |                                                                                         |
|  | \| \| Bagaceratops rozhdestvenskyi \| \| \| \| \| \| Protoceratops andrewsi \| \| \| \| |
|  |                                                                                         |
|  | Bagaceratops rozhdestvenskyi                                                            |
|  |                                                                                         |
|  | Protoceratops andrewsi                                                                  |
|  |                                                                                         |

|  | Bagaceratops rozhdestvenskyi |
|  |                              |
|  | Protoceratops andrewsi       |
|  |                              |

|  | Leptoceratops gracilis                                                                  |
|  |                                                                                         |
|  | \| \| Bagaceratops rozhdestvenskyi \| \| \| \| \| \| Protoceratops andrewsi \| \| \| \| |
|  |                                                                                         |
|  | Bagaceratops rozhdestvenskyi                                                            |
|  |                                                                                         |
|  | Protoceratops andrewsi                                                                  |
|  |                                                                                         |

|  | Bagaceratops rozhdestvenskyi |
|  |                              |
|  | Protoceratops andrewsi       |
|  |                              |

|  | Leptoceratops gracilis                                                                  |
|  |                                                                                         |
|  | \| \| Bagaceratops rozhdestvenskyi \| \| \| \| \| \| Protoceratops andrewsi \| \| \| \| |
|  |                                                                                         |
|  | Bagaceratops rozhdestvenskyi                                                            |
|  |                                                                                         |
|  | Protoceratops andrewsi                                                                  |
|  |                                                                                         |

|  | Bagaceratops rozhdestvenskyi |
|  |                              |
|  | Protoceratops andrewsi       |
|  |                              |

|  | Leptoceratops gracilis                                                                  |
|  |                                                                                         |
|  | \| \| Bagaceratops rozhdestvenskyi \| \| \| \| \| \| Protoceratops andrewsi \| \| \| \| |
|  |                                                                                         |
|  | Bagaceratops rozhdestvenskyi                                                            |
|  |                                                                                         |
|  | Protoceratops andrewsi                                                                  |
|  |                                                                                         |

|  | Bagaceratops rozhdestvenskyi |
|  |                              |
|  | Protoceratops andrewsi       |
|  |                              |

|  | Leptoceratops gracilis                                                                  |
|  |                                                                                         |
|  | \| \| Bagaceratops rozhdestvenskyi \| \| \| \| \| \| Protoceratops andrewsi \| \| \| \| |
|  |                                                                                         |
|  | Bagaceratops rozhdestvenskyi                                                            |
|  |                                                                                         |
|  | Protoceratops andrewsi                                                                  |
|  |                                                                                         |

|  | Bagaceratops rozhdestvenskyi |
|  |                              |
|  | Protoceratops andrewsi       |
|  |                              |

|  | Leptoceratops gracilis                                                                  |
|  |                                                                                         |
|  | \| \| Bagaceratops rozhdestvenskyi \| \| \| \| \| \| Protoceratops andrewsi \| \| \| \| |
|  |                                                                                         |
|  | Bagaceratops rozhdestvenskyi                                                            |
|  |                                                                                         |
|  | Protoceratops andrewsi                                                                  |
|  |                                                                                         |

|  | Bagaceratops rozhdestvenskyi |
|  |                              |
|  | Protoceratops andrewsi       |
|  |                              |

|  | Leptoceratops gracilis                                                                  |
|  |                                                                                         |
|  | \| \| Bagaceratops rozhdestvenskyi \| \| \| \| \| \| Protoceratops andrewsi \| \| \| \| |
|  |                                                                                         |
|  | Bagaceratops rozhdestvenskyi                                                            |
|  |                                                                                         |
|  | Protoceratops andrewsi                                                                  |
|  |                                                                                         |

|  | Bagaceratops rozhdestvenskyi |
|  |                              |
|  | Protoceratops andrewsi       |
|  |                              |

|  | Leptoceratops gracilis                                                                  |
|  |                                                                                         |
|  | \| \| Bagaceratops rozhdestvenskyi \| \| \| \| \| \| Protoceratops andrewsi \| \| \| \| |
|  |                                                                                         |
|  | Bagaceratops rozhdestvenskyi                                                            |
|  |                                                                                         |
|  | Protoceratops andrewsi                                                                  |
|  |                                                                                         |

|  | Bagaceratops rozhdestvenskyi |
|  |                              |
|  | Protoceratops andrewsi       |
|  |                              |

|  | Leptoceratops gracilis                                                                  |
|  |                                                                                         |
|  | \| \| Bagaceratops rozhdestvenskyi \| \| \| \| \| \| Protoceratops andrewsi \| \| \| \| |
|  |                                                                                         |
|  | Bagaceratops rozhdestvenskyi                                                            |
|  |                                                                                         |
|  | Protoceratops andrewsi                                                                  |
|  |                                                                                         |

|  | Bagaceratops rozhdestvenskyi |
|  |                              |
|  | Protoceratops andrewsi       |
|  |                              |

|  | Leptoceratops gracilis                                                                  |
|  |                                                                                         |
|  | \| \| Bagaceratops rozhdestvenskyi \| \| \| \| \| \| Protoceratops andrewsi \| \| \| \| |
|  |                                                                                         |
|  | Bagaceratops rozhdestvenskyi                                                            |
|  |                                                                                         |
|  | Protoceratops andrewsi                                                                  |
|  |                                                                                         |

|  | Bagaceratops rozhdestvenskyi |
|  |                              |
|  | Protoceratops andrewsi       |
|  |                              |

|  | Leptoceratops gracilis                                                                  |
|  |                                                                                         |
|  | \| \| Bagaceratops rozhdestvenskyi \| \| \| \| \| \| Protoceratops andrewsi \| \| \| \| |
|  |                                                                                         |
|  | Bagaceratops rozhdestvenskyi                                                            |
|  |                                                                                         |
|  | Protoceratops andrewsi                                                                  |
|  |                                                                                         |

|  | Bagaceratops rozhdestvenskyi |
|  |                              |
|  | Protoceratops andrewsi       |
|  |                              |

|  | Leptoceratops gracilis                                                                  |
|  |                                                                                         |
|  | \| \| Bagaceratops rozhdestvenskyi \| \| \| \| \| \| Protoceratops andrewsi \| \| \| \| |
|  |                                                                                         |
|  | Bagaceratops rozhdestvenskyi                                                            |
|  |                                                                                         |
|  | Protoceratops andrewsi                                                                  |
|  |                                                                                         |

|  | Bagaceratops rozhdestvenskyi |
|  |                              |
|  | Protoceratops andrewsi       |
|  |                              |

|  | Leptoceratops gracilis                                                                  |
|  |                                                                                         |
|  | \| \| Bagaceratops rozhdestvenskyi \| \| \| \| \| \| Protoceratops andrewsi \| \| \| \| |
|  |                                                                                         |
|  | Bagaceratops rozhdestvenskyi                                                            |
|  |                                                                                         |
|  | Protoceratops andrewsi                                                                  |
|  |                                                                                         |

|  | Bagaceratops rozhdestvenskyi |
|  |                              |
|  | Protoceratops andrewsi       |
|  |                              |

|  | Leptoceratops gracilis                                                                  |
|  |                                                                                         |
|  | \| \| Bagaceratops rozhdestvenskyi \| \| \| \| \| \| Protoceratops andrewsi \| \| \| \| |
|  |                                                                                         |
|  | Bagaceratops rozhdestvenskyi                                                            |
|  |                                                                                         |
|  | Protoceratops andrewsi                                                                  |
|  |                                                                                         |

|  | Bagaceratops rozhdestvenskyi |
|  |                              |
|  | Protoceratops andrewsi       |
|  |                              |

|  | Leptoceratops gracilis                                                                  |
|  |                                                                                         |
|  | \| \| Bagaceratops rozhdestvenskyi \| \| \| \| \| \| Protoceratops andrewsi \| \| \| \| |
|  |                                                                                         |
|  | Bagaceratops rozhdestvenskyi                                                            |
|  |                                                                                         |
|  | Protoceratops andrewsi                                                                  |
|  |                                                                                         |

|  | Bagaceratops rozhdestvenskyi |
|  |                              |
|  | Protoceratops andrewsi       |
|  |                              |

|  | Leptoceratops gracilis                                                                  |
|  |                                                                                         |
|  | \| \| Bagaceratops rozhdestvenskyi \| \| \| \| \| \| Protoceratops andrewsi \| \| \| \| |
|  |                                                                                         |
|  | Bagaceratops rozhdestvenskyi                                                            |
|  |                                                                                         |
|  | Protoceratops andrewsi                                                                  |
|  |                                                                                         |

|  | Bagaceratops rozhdestvenskyi |
|  |                              |
|  | Protoceratops andrewsi       |
|  |                              |

|  | Leptoceratops gracilis                                                                  |
|  |                                                                                         |
|  | \| \| Bagaceratops rozhdestvenskyi \| \| \| \| \| \| Protoceratops andrewsi \| \| \| \| |
|  |                                                                                         |
|  | Bagaceratops rozhdestvenskyi                                                            |
|  |                                                                                         |
|  | Protoceratops andrewsi                                                                  |
|  |                                                                                         |

|  | Bagaceratops rozhdestvenskyi |
|  |                              |
|  | Protoceratops andrewsi       |
|  |                              |

|  | Leptoceratops gracilis                                                                  |
|  |                                                                                         |
|  | \| \| Bagaceratops rozhdestvenskyi \| \| \| \| \| \| Protoceratops andrewsi \| \| \| \| |
|  |                                                                                         |
|  | Bagaceratops rozhdestvenskyi                                                            |
|  |                                                                                         |
|  | Protoceratops andrewsi                                                                  |
|  |                                                                                         |

|  | Bagaceratops rozhdestvenskyi |
|  |                              |
|  | Protoceratops andrewsi       |
|  |                              |

|  | Leptoceratops gracilis                                                                  |
|  |                                                                                         |
|  | \| \| Bagaceratops rozhdestvenskyi \| \| \| \| \| \| Protoceratops andrewsi \| \| \| \| |
|  |                                                                                         |
|  | Bagaceratops rozhdestvenskyi                                                            |
|  |                                                                                         |
|  | Protoceratops andrewsi                                                                  |
|  |                                                                                         |

|  | Bagaceratops rozhdestvenskyi |
|  |                              |
|  | Protoceratops andrewsi       |
|  |                              |

|  | Leptoceratops gracilis                                                                  |
|  |                                                                                         |
|  | \| \| Bagaceratops rozhdestvenskyi \| \| \| \| \| \| Protoceratops andrewsi \| \| \| \| |
|  |                                                                                         |
|  | Bagaceratops rozhdestvenskyi                                                            |
|  |                                                                                         |
|  | Protoceratops andrewsi                                                                  |
|  |                                                                                         |

|  | Bagaceratops rozhdestvenskyi |
|  |                              |
|  | Protoceratops andrewsi       |
|  |                              |

|  | Leptoceratops gracilis                                                                  |
|  |                                                                                         |
|  | \| \| Bagaceratops rozhdestvenskyi \| \| \| \| \| \| Protoceratops andrewsi \| \| \| \| |
|  |                                                                                         |
|  | Bagaceratops rozhdestvenskyi                                                            |
|  |                                                                                         |
|  | Protoceratops andrewsi                                                                  |
|  |                                                                                         |

|  | Bagaceratops rozhdestvenskyi |
|  |                              |
|  | Protoceratops andrewsi       |
|  |                              |

|  | Leptoceratops gracilis                                                                  |
|  |                                                                                         |
|  | \| \| Bagaceratops rozhdestvenskyi \| \| \| \| \| \| Protoceratops andrewsi \| \| \| \| |
|  |                                                                                         |
|  | Bagaceratops rozhdestvenskyi                                                            |
|  |                                                                                         |
|  | Protoceratops andrewsi                                                                  |
|  |                                                                                         |

|  | Bagaceratops rozhdestvenskyi |
|  |                              |
|  | Protoceratops andrewsi       |
|  |                              |

|  | Leptoceratops gracilis                                                                  |
|  |                                                                                         |
|  | \| \| Bagaceratops rozhdestvenskyi \| \| \| \| \| \| Protoceratops andrewsi \| \| \| \| |
|  |                                                                                         |
|  | Bagaceratops rozhdestvenskyi                                                            |
|  |                                                                                         |
|  | Protoceratops andrewsi                                                                  |
|  |                                                                                         |

|  | Bagaceratops rozhdestvenskyi |
|  |                              |
|  | Protoceratops andrewsi       |
|  |                              |

|  | Leptoceratops gracilis                                                                  |
|  |                                                                                         |
|  | \| \| Bagaceratops rozhdestvenskyi \| \| \| \| \| \| Protoceratops andrewsi \| \| \| \| |
|  |                                                                                         |
|  | Bagaceratops rozhdestvenskyi                                                            |
|  |                                                                                         |
|  | Protoceratops andrewsi                                                                  |
|  |                                                                                         |

|  | Bagaceratops rozhdestvenskyi |
|  |                              |
|  | Protoceratops andrewsi       |
|  |                              |

|  | Leptoceratops gracilis                                                                  |
|  |                                                                                         |
|  | \| \| Bagaceratops rozhdestvenskyi \| \| \| \| \| \| Protoceratops andrewsi \| \| \| \| |
|  |                                                                                         |
|  | Bagaceratops rozhdestvenskyi                                                            |
|  |                                                                                         |
|  | Protoceratops andrewsi                                                                  |
|  |                                                                                         |

|  | Bagaceratops rozhdestvenskyi |
|  |                              |
|  | Protoceratops andrewsi       |
|  |                              |

|  | Psittacosaurus lujiatunensis |
|  |                              |
|  | Psittacosaurus mongoliensis  |
|  |                              |

|  | Stenopelix valdensis |
|  |                      |
|  | Yinlong downsi       |
|  |                      |

|  | Chaoyangsaurus youngi                                                                  |
|  |                                                                                        |
|  | \| \| Xuanhuaceratops niei \| \| \| \| \| \| Hualianceratops wucaiwanensis \| \| \| \| |
|  |                                                                                        |
|  | Xuanhuaceratops niei                                                                   |
|  |                                                                                        |
|  | Hualianceratops wucaiwanensis                                                          |
|  |                                                                                        |

|  | Xuanhuaceratops niei          |
|  |                               |
|  | Hualianceratops wucaiwanensis |
|  |                               |

|  | Stenopelix valdensis |
|  |                      |
|  | Yinlong downsi       |
|  |                      |

|  | Chaoyangsaurus youngi                                                                  |
|  |                                                                                        |
|  | \| \| Xuanhuaceratops niei \| \| \| \| \| \| Hualianceratops wucaiwanensis \| \| \| \| |
|  |                                                                                        |
|  | Xuanhuaceratops niei                                                                   |
|  |                                                                                        |
|  | Hualianceratops wucaiwanensis                                                          |
|  |                                                                                        |

|  | Xuanhuaceratops niei          |
|  |                               |
|  | Hualianceratops wucaiwanensis |
|  |                               |

|  | Leptoceratops gracilis                                                                  |
|  |                                                                                         |
|  | \| \| Bagaceratops rozhdestvenskyi \| \| \| \| \| \| Protoceratops andrewsi \| \| \| \| |
|  |                                                                                         |
|  | Bagaceratops rozhdestvenskyi                                                            |
|  |                                                                                         |
|  | Protoceratops andrewsi                                                                  |
|  |                                                                                         |

|  | Bagaceratops rozhdestvenskyi |
|  |                              |
|  | Protoceratops andrewsi       |
|  |                              |

|  | Leptoceratops gracilis                                                                  |
|  |                                                                                         |
|  | \| \| Bagaceratops rozhdestvenskyi \| \| \| \| \| \| Protoceratops andrewsi \| \| \| \| |
|  |                                                                                         |
|  | Bagaceratops rozhdestvenskyi                                                            |
|  |                                                                                         |
|  | Protoceratops andrewsi                                                                  |
|  |                                                                                         |

|  | Bagaceratops rozhdestvenskyi |
|  |                              |
|  | Protoceratops andrewsi       |
|  |                              |

|  | Leptoceratops gracilis                                                                  |
|  |                                                                                         |
|  | \| \| Bagaceratops rozhdestvenskyi \| \| \| \| \| \| Protoceratops andrewsi \| \| \| \| |
|  |                                                                                         |
|  | Bagaceratops rozhdestvenskyi                                                            |
|  |                                                                                         |
|  | Protoceratops andrewsi                                                                  |
|  |                                                                                         |

|  | Bagaceratops rozhdestvenskyi |
|  |                              |
|  | Protoceratops andrewsi       |
|  |                              |

|  | Leptoceratops gracilis                                                                  |
|  |                                                                                         |
|  | \| \| Bagaceratops rozhdestvenskyi \| \| \| \| \| \| Protoceratops andrewsi \| \| \| \| |
|  |                                                                                         |
|  | Bagaceratops rozhdestvenskyi                                                            |
|  |                                                                                         |
|  | Protoceratops andrewsi                                                                  |
|  |                                                                                         |

|  | Bagaceratops rozhdestvenskyi |
|  |                              |
|  | Protoceratops andrewsi       |
|  |                              |

|  | Leptoceratops gracilis                                                                  |
|  |                                                                                         |
|  | \| \| Bagaceratops rozhdestvenskyi \| \| \| \| \| \| Protoceratops andrewsi \| \| \| \| |
|  |                                                                                         |
|  | Bagaceratops rozhdestvenskyi                                                            |
|  |                                                                                         |
|  | Protoceratops andrewsi                                                                  |
|  |                                                                                         |

|  | Bagaceratops rozhdestvenskyi |
|  |                              |
|  | Protoceratops andrewsi       |
|  |                              |

|  | Leptoceratops gracilis                                                                  |
|  |                                                                                         |
|  | \| \| Bagaceratops rozhdestvenskyi \| \| \| \| \| \| Protoceratops andrewsi \| \| \| \| |
|  |                                                                                         |
|  | Bagaceratops rozhdestvenskyi                                                            |
|  |                                                                                         |
|  | Protoceratops andrewsi                                                                  |
|  |                                                                                         |

|  | Bagaceratops rozhdestvenskyi |
|  |                              |
|  | Protoceratops andrewsi       |
|  |                              |

|  | Leptoceratops gracilis                                                                  |
|  |                                                                                         |
|  | \| \| Bagaceratops rozhdestvenskyi \| \| \| \| \| \| Protoceratops andrewsi \| \| \| \| |
|  |                                                                                         |
|  | Bagaceratops rozhdestvenskyi                                                            |
|  |                                                                                         |
|  | Protoceratops andrewsi                                                                  |
|  |                                                                                         |

|  | Bagaceratops rozhdestvenskyi |
|  |                              |
|  | Protoceratops andrewsi       |
|  |                              |

|  | Leptoceratops gracilis                                                                  |
|  |                                                                                         |
|  | \| \| Bagaceratops rozhdestvenskyi \| \| \| \| \| \| Protoceratops andrewsi \| \| \| \| |
|  |                                                                                         |
|  | Bagaceratops rozhdestvenskyi                                                            |
|  |                                                                                         |
|  | Protoceratops andrewsi                                                                  |
|  |                                                                                         |

|  | Bagaceratops rozhdestvenskyi |
|  |                              |
|  | Protoceratops andrewsi       |
|  |                              |

|  | Leptoceratops gracilis                                                                  |
|  |                                                                                         |
|  | \| \| Bagaceratops rozhdestvenskyi \| \| \| \| \| \| Protoceratops andrewsi \| \| \| \| |
|  |                                                                                         |
|  | Bagaceratops rozhdestvenskyi                                                            |
|  |                                                                                         |
|  | Protoceratops andrewsi                                                                  |
|  |                                                                                         |

|  | Bagaceratops rozhdestvenskyi |
|  |                              |
|  | Protoceratops andrewsi       |
|  |                              |

|  | Leptoceratops gracilis                                                                  |
|  |                                                                                         |
|  | \| \| Bagaceratops rozhdestvenskyi \| \| \| \| \| \| Protoceratops andrewsi \| \| \| \| |
|  |                                                                                         |
|  | Bagaceratops rozhdestvenskyi                                                            |
|  |                                                                                         |
|  | Protoceratops andrewsi                                                                  |
|  |                                                                                         |

|  | Bagaceratops rozhdestvenskyi |
|  |                              |
|  | Protoceratops andrewsi       |
|  |                              |

|  | Leptoceratops gracilis                                                                  |
|  |                                                                                         |
|  | \| \| Bagaceratops rozhdestvenskyi \| \| \| \| \| \| Protoceratops andrewsi \| \| \| \| |
|  |                                                                                         |
|  | Bagaceratops rozhdestvenskyi                                                            |
|  |                                                                                         |
|  | Protoceratops andrewsi                                                                  |
|  |                                                                                         |

|  | Bagaceratops rozhdestvenskyi |
|  |                              |
|  | Protoceratops andrewsi       |
|  |                              |

|  | Leptoceratops gracilis                                                                  |
|  |                                                                                         |
|  | \| \| Bagaceratops rozhdestvenskyi \| \| \| \| \| \| Protoceratops andrewsi \| \| \| \| |
|  |                                                                                         |
|  | Bagaceratops rozhdestvenskyi                                                            |
|  |                                                                                         |
|  | Protoceratops andrewsi                                                                  |
|  |                                                                                         |

|  | Bagaceratops rozhdestvenskyi |
|  |                              |
|  | Protoceratops andrewsi       |
|  |                              |

|  | Leptoceratops gracilis                                                                  |
|  |                                                                                         |
|  | \| \| Bagaceratops rozhdestvenskyi \| \| \| \| \| \| Protoceratops andrewsi \| \| \| \| |
|  |                                                                                         |
|  | Bagaceratops rozhdestvenskyi                                                            |
|  |                                                                                         |
|  | Protoceratops andrewsi                                                                  |
|  |                                                                                         |

|  | Bagaceratops rozhdestvenskyi |
|  |                              |
|  | Protoceratops andrewsi       |
|  |                              |

|  | Leptoceratops gracilis                                                                  |
|  |                                                                                         |
|  | \| \| Bagaceratops rozhdestvenskyi \| \| \| \| \| \| Protoceratops andrewsi \| \| \| \| |
|  |                                                                                         |
|  | Bagaceratops rozhdestvenskyi                                                            |
|  |                                                                                         |
|  | Protoceratops andrewsi                                                                  |
|  |                                                                                         |

|  | Bagaceratops rozhdestvenskyi |
|  |                              |
|  | Protoceratops andrewsi       |
|  |                              |

|  | Leptoceratops gracilis                                                                  |
|  |                                                                                         |
|  | \| \| Bagaceratops rozhdestvenskyi \| \| \| \| \| \| Protoceratops andrewsi \| \| \| \| |
|  |                                                                                         |
|  | Bagaceratops rozhdestvenskyi                                                            |
|  |                                                                                         |
|  | Protoceratops andrewsi                                                                  |
|  |                                                                                         |

|  | Bagaceratops rozhdestvenskyi |
|  |                              |
|  | Protoceratops andrewsi       |
|  |                              |

|  | Leptoceratops gracilis                                                                  |
|  |                                                                                         |
|  | \| \| Bagaceratops rozhdestvenskyi \| \| \| \| \| \| Protoceratops andrewsi \| \| \| \| |
|  |                                                                                         |
|  | Bagaceratops rozhdestvenskyi                                                            |
|  |                                                                                         |
|  | Protoceratops andrewsi                                                                  |
|  |                                                                                         |

|  | Bagaceratops rozhdestvenskyi |
|  |                              |
|  | Protoceratops andrewsi       |
|  |                              |

|  | Leptoceratops gracilis                                                                  |
|  |                                                                                         |
|  | \| \| Bagaceratops rozhdestvenskyi \| \| \| \| \| \| Protoceratops andrewsi \| \| \| \| |
|  |                                                                                         |
|  | Bagaceratops rozhdestvenskyi                                                            |
|  |                                                                                         |
|  | Protoceratops andrewsi                                                                  |
|  |                                                                                         |

|  | Bagaceratops rozhdestvenskyi |
|  |                              |
|  | Protoceratops andrewsi       |
|  |                              |

|  | Leptoceratops gracilis                                                                  |
|  |                                                                                         |
|  | \| \| Bagaceratops rozhdestvenskyi \| \| \| \| \| \| Protoceratops andrewsi \| \| \| \| |
|  |                                                                                         |
|  | Bagaceratops rozhdestvenskyi                                                            |
|  |                                                                                         |
|  | Protoceratops andrewsi                                                                  |
|  |                                                                                         |

|  | Bagaceratops rozhdestvenskyi |
|  |                              |
|  | Protoceratops andrewsi       |
|  |                              |

|  | Leptoceratops gracilis                                                                  |
|  |                                                                                         |
|  | \| \| Bagaceratops rozhdestvenskyi \| \| \| \| \| \| Protoceratops andrewsi \| \| \| \| |
|  |                                                                                         |
|  | Bagaceratops rozhdestvenskyi                                                            |
|  |                                                                                         |
|  | Protoceratops andrewsi                                                                  |
|  |                                                                                         |

|  | Bagaceratops rozhdestvenskyi |
|  |                              |
|  | Protoceratops andrewsi       |
|  |                              |

|  | Leptoceratops gracilis                                                                  |
|  |                                                                                         |
|  | \| \| Bagaceratops rozhdestvenskyi \| \| \| \| \| \| Protoceratops andrewsi \| \| \| \| |
|  |                                                                                         |
|  | Bagaceratops rozhdestvenskyi                                                            |
|  |                                                                                         |
|  | Protoceratops andrewsi                                                                  |
|  |                                                                                         |

|  | Bagaceratops rozhdestvenskyi |
|  |                              |
|  | Protoceratops andrewsi       |
|  |                              |

|  | Leptoceratops gracilis                                                                  |
|  |                                                                                         |
|  | \| \| Bagaceratops rozhdestvenskyi \| \| \| \| \| \| Protoceratops andrewsi \| \| \| \| |
|  |                                                                                         |
|  | Bagaceratops rozhdestvenskyi                                                            |
|  |                                                                                         |
|  | Protoceratops andrewsi                                                                  |
|  |                                                                                         |

|  | Bagaceratops rozhdestvenskyi |
|  |                              |
|  | Protoceratops andrewsi       |
|  |                              |

|  | Leptoceratops gracilis                                                                  |
|  |                                                                                         |
|  | \| \| Bagaceratops rozhdestvenskyi \| \| \| \| \| \| Protoceratops andrewsi \| \| \| \| |
|  |                                                                                         |
|  | Bagaceratops rozhdestvenskyi                                                            |
|  |                                                                                         |
|  | Protoceratops andrewsi                                                                  |
|  |                                                                                         |

|  | Bagaceratops rozhdestvenskyi |
|  |                              |
|  | Protoceratops andrewsi       |
|  |                              |

|  | Leptoceratops gracilis                                                                  |
|  |                                                                                         |
|  | \| \| Bagaceratops rozhdestvenskyi \| \| \| \| \| \| Protoceratops andrewsi \| \| \| \| |
|  |                                                                                         |
|  | Bagaceratops rozhdestvenskyi                                                            |
|  |                                                                                         |
|  | Protoceratops andrewsi                                                                  |
|  |                                                                                         |

|  | Bagaceratops rozhdestvenskyi |
|  |                              |
|  | Protoceratops andrewsi       |
|  |                              |

|  | Leptoceratops gracilis                                                                  |
|  |                                                                                         |
|  | \| \| Bagaceratops rozhdestvenskyi \| \| \| \| \| \| Protoceratops andrewsi \| \| \| \| |
|  |                                                                                         |
|  | Bagaceratops rozhdestvenskyi                                                            |
|  |                                                                                         |
|  | Protoceratops andrewsi                                                                  |
|  |                                                                                         |

|  | Bagaceratops rozhdestvenskyi |
|  |                              |
|  | Protoceratops andrewsi       |
|  |                              |

|  | Leptoceratops gracilis                                                                  |
|  |                                                                                         |
|  | \| \| Bagaceratops rozhdestvenskyi \| \| \| \| \| \| Protoceratops andrewsi \| \| \| \| |
|  |                                                                                         |
|  | Bagaceratops rozhdestvenskyi                                                            |
|  |                                                                                         |
|  | Protoceratops andrewsi                                                                  |
|  |                                                                                         |

|  | Bagaceratops rozhdestvenskyi |
|  |                              |
|  | Protoceratops andrewsi       |
|  |                              |

|  | Leptoceratops gracilis                                                                  |
|  |                                                                                         |
|  | \| \| Bagaceratops rozhdestvenskyi \| \| \| \| \| \| Protoceratops andrewsi \| \| \| \| |
|  |                                                                                         |
|  | Bagaceratops rozhdestvenskyi                                                            |
|  |                                                                                         |
|  | Protoceratops andrewsi                                                                  |
|  |                                                                                         |

|  | Bagaceratops rozhdestvenskyi |
|  |                              |
|  | Protoceratops andrewsi       |
|  |                              |

|  | Leptoceratops gracilis                                                                  |
|  |                                                                                         |
|  | \| \| Bagaceratops rozhdestvenskyi \| \| \| \| \| \| Protoceratops andrewsi \| \| \| \| |
|  |                                                                                         |
|  | Bagaceratops rozhdestvenskyi                                                            |
|  |                                                                                         |
|  | Protoceratops andrewsi                                                                  |
|  |                                                                                         |

|  | Bagaceratops rozhdestvenskyi |
|  |                              |
|  | Protoceratops andrewsi       |
|  |                              |

|  | Leptoceratops gracilis                                                                  |
|  |                                                                                         |
|  | \| \| Bagaceratops rozhdestvenskyi \| \| \| \| \| \| Protoceratops andrewsi \| \| \| \| |
|  |                                                                                         |
|  | Bagaceratops rozhdestvenskyi                                                            |
|  |                                                                                         |
|  | Protoceratops andrewsi                                                                  |
|  |                                                                                         |

|  | Bagaceratops rozhdestvenskyi |
|  |                              |
|  | Protoceratops andrewsi       |
|  |                              |

|  | Leptoceratops gracilis                                                                  |
|  |                                                                                         |
|  | \| \| Bagaceratops rozhdestvenskyi \| \| \| \| \| \| Protoceratops andrewsi \| \| \| \| |
|  |                                                                                         |
|  | Bagaceratops rozhdestvenskyi                                                            |
|  |                                                                                         |
|  | Protoceratops andrewsi                                                                  |
|  |                                                                                         |

|  | Bagaceratops rozhdestvenskyi |
|  |                              |
|  | Protoceratops andrewsi       |
|  |                              |

|  | Leptoceratops gracilis                                                                  |
|  |                                                                                         |
|  | \| \| Bagaceratops rozhdestvenskyi \| \| \| \| \| \| Protoceratops andrewsi \| \| \| \| |
|  |                                                                                         |
|  | Bagaceratops rozhdestvenskyi                                                            |
|  |                                                                                         |
|  | Protoceratops andrewsi                                                                  |
|  |                                                                                         |

|  | Bagaceratops rozhdestvenskyi |
|  |                              |
|  | Protoceratops andrewsi       |
|  |                              |

|  | Leptoceratops gracilis                                                                  |
|  |                                                                                         |
|  | \| \| Bagaceratops rozhdestvenskyi \| \| \| \| \| \| Protoceratops andrewsi \| \| \| \| |
|  |                                                                                         |
|  | Bagaceratops rozhdestvenskyi                                                            |
|  |                                                                                         |
|  | Protoceratops andrewsi                                                                  |
|  |                                                                                         |

|  | Bagaceratops rozhdestvenskyi |
|  |                              |
|  | Protoceratops andrewsi       |
|  |                              |

|  | Leptoceratops gracilis                                                                  |
|  |                                                                                         |
|  | \| \| Bagaceratops rozhdestvenskyi \| \| \| \| \| \| Protoceratops andrewsi \| \| \| \| |
|  |                                                                                         |
|  | Bagaceratops rozhdestvenskyi                                                            |
|  |                                                                                         |
|  | Protoceratops andrewsi                                                                  |
|  |                                                                                         |

|  | Bagaceratops rozhdestvenskyi |
|  |                              |
|  | Protoceratops andrewsi       |
|  |                              |

## Paleoecologia
Este dinossauro partilhou o seu habitat com numerosas espécies de dinossauros entre os quais o Guanlong, um antepassado do tiranossauro, que pode muito bem ter sido um dos predadores do Yinlong.